# Андрес де Санта-Крус
Андрес де Санта-Крус (ісп. Andrés de Santa Cruz; 5 грудня 1792, Ла-Пас, Болівія — 25 вересня 1865, Франція) — південноамериканський політичний та військовий діяч. Президент Перу 1827 року, президент Болівії у 1829–1839 роках. Бригадний генерал з 1822 року.

## Ранні роки
Андрес де Санта-Крус народився 5 грудня 1792 року в місті Ла-Пас, яке незадовго перед цим було передано від віцекоролівства Перу до віцекоролівства Ла-Плата. Його батько був іспанцем, а мати індіанкою зі знатного роду, згодом Санта-Крус стверджував, що через мати він є нащадком інкських вождів. Навчання він розпочав у своєму рідному місті в жіночому монастирі, потім навчався в семінарії міста Куско, але 1809 року залишив навчання та повернувся в Ла-Пас.

## Військова кар'єра

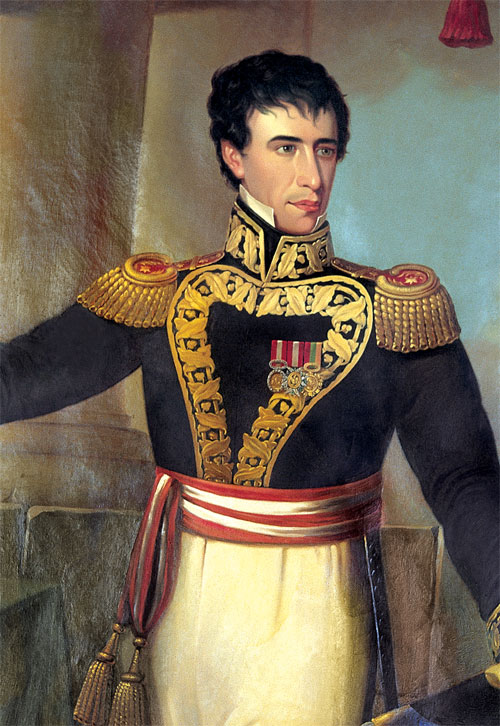
Санта-Крус

Після повернення додому батько влаштував його в драгунський полк іспанської армії. Брав участь у захисті Верхнього Перу від аргентинських заколотників, здобув три перемоги, проте внаслідок поразки в одній із битв опинився в полоні та був доставлений до Буенос-Айреса. Санта-Крус зміг перебратись до Ріо-де-Жанейро, а потім — до Ліми, в нагороду за ці кампанії його призначили командувачем у регіоні Чорріллос.

## Війна за незалежність Перу
На момент висадки повстанців на узбережжі Перу на чолі з Хосе де Сан-Мартіном Андрес де Санта-Крус командував міліцейським підрозділом. Чинив опір повстанцям, але в одній із битв, 6 грудня 1820 року, роялісти зазнали поразки, і Санта-Крус потрапив у полон.
У полоні він прийняв бік повстанців та був зарахований до Армії Патріотів, у званні Санта-Крус швидко доріс до полковника, успішно брав участь у битвах проти прибічників іспанської корони. Брав участь у повстанні 26 лютого з метою тиску на конгрес Перу та призначення президентом Хосе де ла Ріва Агуеро.
Коли 17 лютого 1821 року Симон Болівар приймав президентство Перу, Андрес де Санта-Крус долучився до його армії та був призначений начальником штабу перуанського дивізіону. Потім займав пост начальника штабу Армії Патріотів під час звільнення Болівії, як нагороду за цю кампанію отримав звання маршала та був призначений префектом до однієї з болівійських провінцій. Після від'їзду Болівара до Великої Колумбії Санта-Крус був призначений керівником виконавчої влади в Перу і залишався на цьому посту до повалення боліварського режиму, 27 січня 1827 року. Після чого прийняв пост президента й залишався на ньому до обрання конгресом 9 червня 1827 року нового президента.

## Президент Болівії
Віддаленого від влади Санта-Круса призначили послом в Чилі, але його викликали до Болівії, де він був призначений на пост президента. Присягу Санта-Крус склав 24 травня 1829 року. Країну він застав у жахливому стані, її роздирали внутрішні суперечки, вона була вкрай близькою до банкрутства. Вжиті ним заходи призвели фактично до збереження Болівії як держави. Він ухвалив конституцію країни, а також цивільний кодекс, який було засновано на Кодексі Наполеона. Була проведено чистку лав політичної еліти країни, фактично ліквідовано опозицію. Також було проведено реформу державного апарату. За правління Андреса де Санта-Круса було також реформовано армію, приведено до ладу фінанси й запроваджено нову валюту.
Авторитарний режим, встановлений Санта-Крусом, приніс стабільність у країні, натомість більшість країн Латинської Америки перебувала в постійних заворушеннях. Окрім того, авторитарний режим послужив основою для головного задуму Санта-Круса: про заснування об'єднаної Перу-болівійської держави.

## Перу-болівійська конфедерація
Додержуючись своєї мети, як президент Болівії, для заснування Перу-болівійської держави Санта-Крус, користуючись нестабільністю в Перу, організував там кілька повстань. Найкраща можливість представилась Санта-Крусу, коли перуанський президент Луїс Хосе де Орбегосо звернувся до нього по допомогу задля перемоги над повсталим воєначальником Філіпе Сантьяго Салаверрі. Санта-Крус завдав поразки Августіну Гамаррі 13 серпня 1835 року, потім, 4 лютого 1836 року, зазнав поразки, а потім був страчений Філіпе Сантьяго Салаверрі. За підбурення Санта-Круса було засновано дві республіки — Південного та Північного Перу, які визнали його як Верховного Правителя. Він скликав Конгрес із законодавців республік та Болівії, на якому 1 травня 1837 року було прийнято конституцію нової держави — Перу-болівійської конфедерації. Під його керівництвом було підписано угоду, яка проголошувала його Верховним Правителем конфедерації на десять років.
Наділений значними повноваженнями Санта-Крус намагався встановити в Перу той же тип авторитарного правління, як і в Болівії. Он видав низку законів, таких як цивільний кодекс, кримінальний кодекс. Провів реформу податкової системи, також обмежив державні видатки, що призвело до значного зростання статку держави в цілому. Проте ідея конфедерації не знайшла широкої підтримки серед простого населення, невдоволеного розчиненням національної ідентифікації. Багато перуанських політиків — противників ідеї конфедерації — були змушені виїхати до Чилі, де вони знайшли підтримку одного з міністрів уряду Чилі. Спільно вони спорядили військову експедицію, але були оточені військами Санта-Круса та були змушені здатись. Друга експедиція виявилась більш вдалою та здобула перемогу над Санта-Крусом у битві при Юнгай 20 січня 1839 року, що призвело до розпуску конфедерації.

## Подальші роки
Після поразки й уходу з посади Верховного Правителя Перу-болівійської конфедерації 20 лютого 1839 року Санта-Крус втік до Еквадору, звідки намагався організувати змову з метою повернення влади. 13 жовтня 1843 року він висадився на перуанському узбережжі з метою проникнення до Болівії, але був узятий у полон та виданий чилійській владі, де був узятий під варту з 1844 до 1846 року. Після звільнення з в'язниці його було призначено на посаду посла у кількох європейських країнах. Брав участь у виборах президента Болівії, але програв; після нетривалого перебування в Аргентині вирушив до Франції, де провів решту життя у Версалі. Помер Санта-Круз у містечку Бевуар неподалік від Нанта 25 вересня 1865 року, рівно за сто років рештки старого маршала були перевезені на батьківщину до Болівії, де були перепоховані в урочистій обстановці поблизу президентського палацу.